# Vinzenz-von-Paul-Hospital

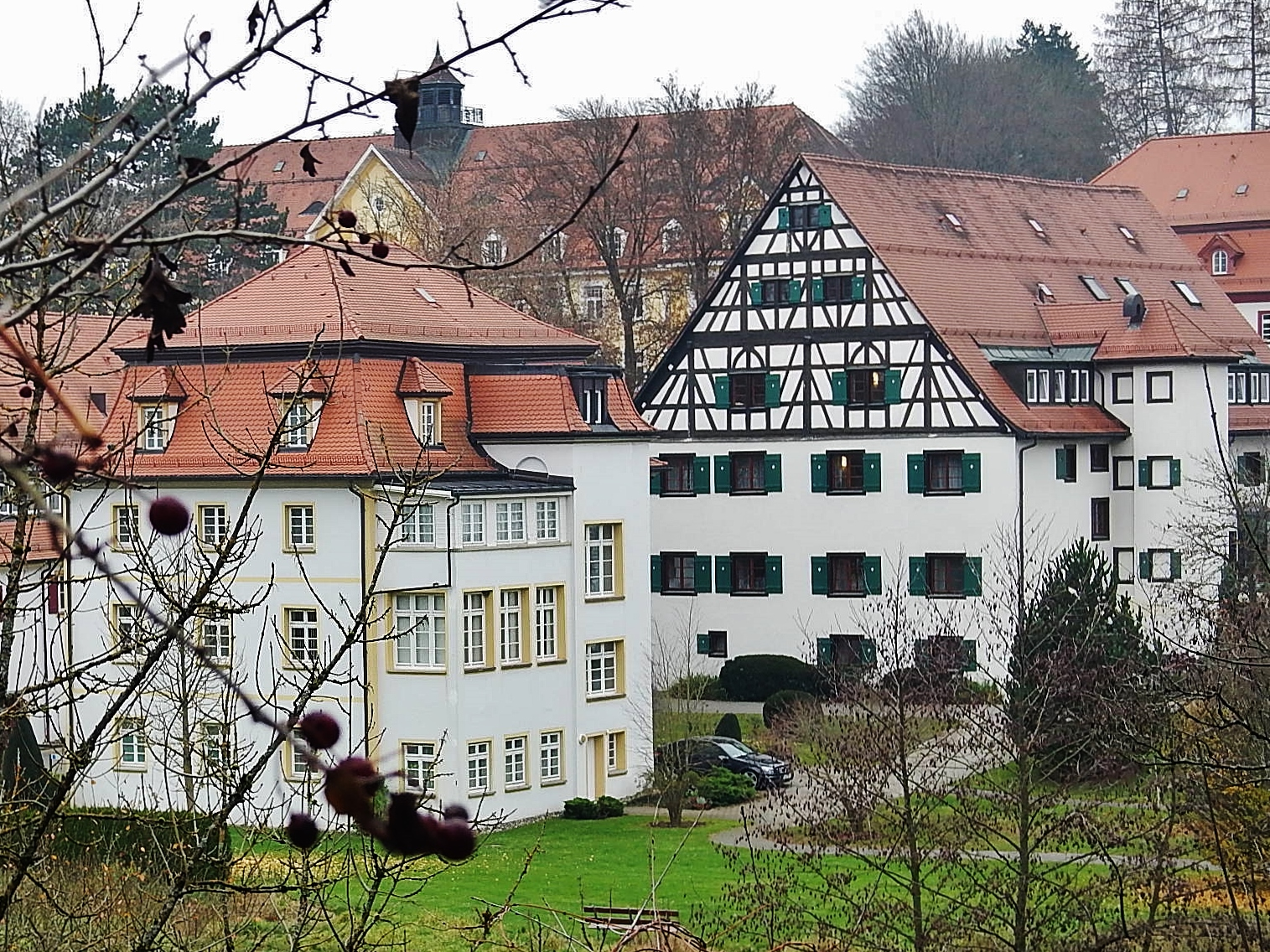
Vinzenz-von-Paul-Hospital

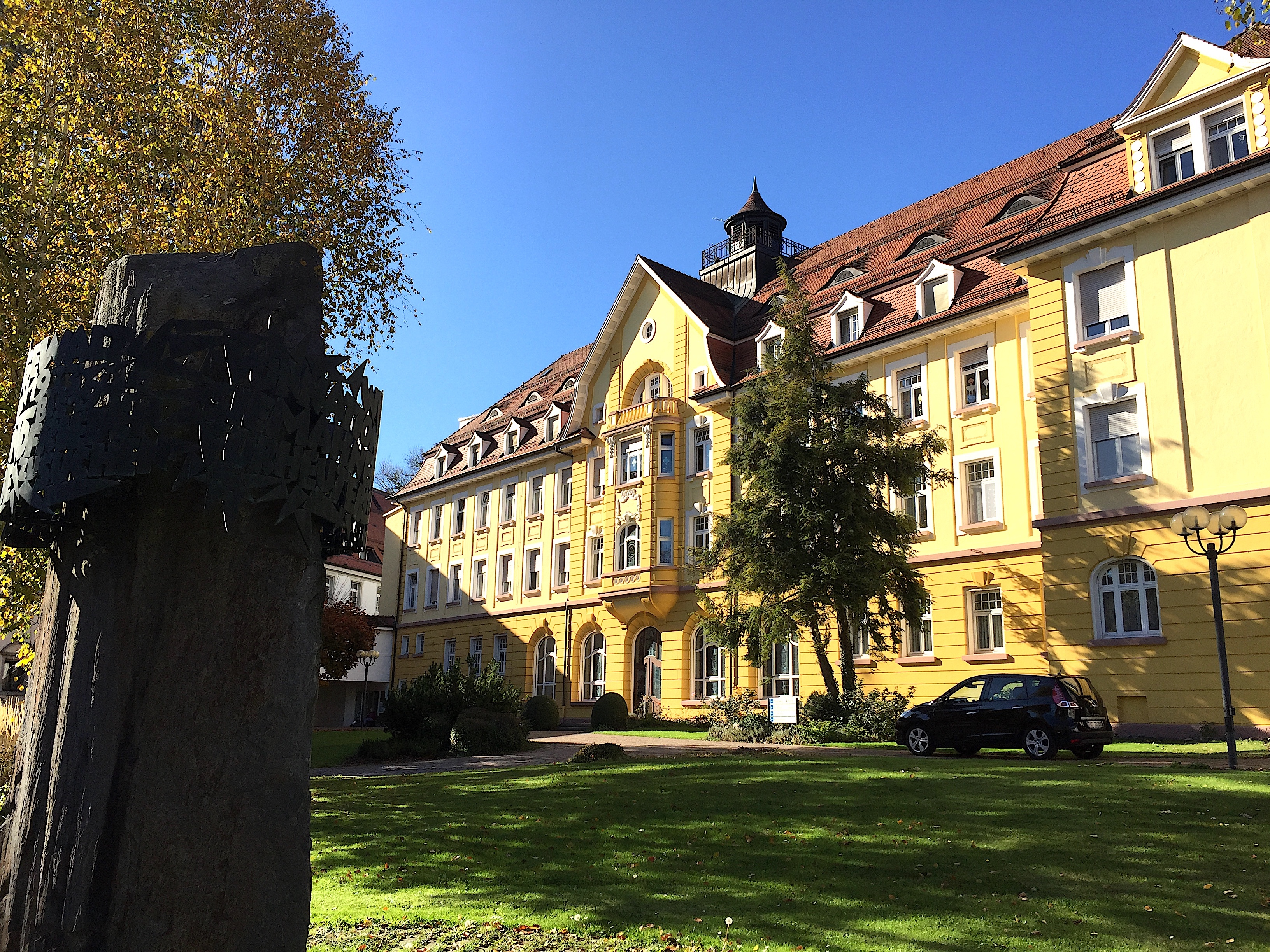
Haus St.Vinzenz des Vinzenz-von-Paul-Hospitals in Rottweil

Das  Vinzenz-von-Paul-Hospital in Rottweil ist für die psychisch-neurologische Versorgung der Landkreise Rottweil, Schwarzwald-Baar, Zollernalb und Teilen des Kreises Tuttlingen zuständig. Alleingesellschafter ist  der Orden der Barmherzigen Schwestern vom hl. Vinzenz von Paul.

## Geschichte
1895 erwarb der Orden der Barmherzigen Schwestern vom hl. Vinzenz von Paul das ehemalige Zisterzienserinnenkloster Rottenmünster in Rottweil. 1898 eröffneten sie die Heil- und Pflegeanstalt St.Vinzenz mit 300 Betten. Aus der Vorgängereinrichtung „Irren-, Heil- und Pflegeanstalt Sankt Vinzenz“ in Schwäbisch Gmünd wurden 93 Patienten nach Rottenmünster verlegt. Im Ersten Weltkrieg wurde in Rottenmünster ein Hilfslazarett zur Versorgung verwundeter Soldaten eingerichtet.
Während der nationalsozialistischen Krankenmorde, der Aktion T4, wurden am 3. Februar 1940 erstmals 45 Patienten aus der Heil- und Pflegeanstalt (Chefarzt und ärztlicher Direktor war der Psychiater Josef Wrede, Beisitzer beim Erbgesundheitsgericht Rottweil) in die Tötungsanstalt Grafeneck verlegt und dort am gleichen Tag ermordet. Über die Gesamtzahl der Ermordeten liegen widersprüchliche Angaben vor: Das Hospital selbst nennt eine Zahl von 300 Patienten, während die Gedenkstätte in Grafeneck vorläufig von 178 Opfern ausgeht. In Rottenmünster wurden ab 1941 ein Lazarett und Hilfskrankenhaus mit über 1100 Betten eingerichtet. Nach Kriegsende übernahm die französische Armee das Lazarett bis 1954. 
Mitte der 1970er Jahre wurden die Gebäude saniert und das medizinisch-pflegerische Angebot neu strukturiert. Am 1. Januar 1997 wurde das Krankenhaus in eine gemeinnützige GmbH umgewandelt und trägt seitdem die Bezeichnung „Vinzenz von Paul-Hospital gGmbH Rottweil-Rottenmünster“.
Im Januar 2000 wurde im Hospital ein Mahnmal für die Opfer der Euthanasie eingeweiht.

## Einrichtung
Im Versorgungsgebiet leben etwa 600.000 Einwohner. Am Vinzenz-von-Paul-Hospital arbeiten rund 1200 voll- und teilzeitbeschäftigte Mitarbeiter. 
Zum Vinzenz-von-Paul-Hospital gehört eine Klinik für Psychiatrie, Psychotherapie, Gerontopsychiatrie und Neurologie mit 431 Betten und das Pflegeheim „Luisenheim“ mit 243 Heimplätzen. Zusätzlich werden Tageskliniken in Villingen, Balingen und Spaichingen betrieben.